# 谷風隧道 (台9線)
谷風隧道為台灣的一座公路隧道，屬台9線蘇花公路山區路段改善計劃（簡稱「蘇花改」）南澳~和平段的其中一座隧道，北起谷音橋，南接漢本高架橋，它穿越中央山脈鼓音溪至宜蘭縣漢本的山區，與鼓音橋連結的觀音隧道共計則為台灣第二長公路隧道及台灣最長公路省道隧道。谷風隧道南下線為4668公尺及北上線為4593公尺，採雙孔雙向設計，南北向各設置兩車道，隧道內最高速限70公里、最低速限50公里，此隧道後續工程已在2020年4月24日完工。隧道內部已預留國道雙線規格，未來國五延伸永樂及蘇花安完工後，可以視狀況升級雙向4車道使用（現試辦大客車於3日以上連續假期時段性開放行駛路肩）。

## 工程範圍及設計路線
- 工程範園：包括南下線STA. 8+200 ~ 15+805.353 、北上線STA. 8+200 ~15+ 788.805，全長約7,600 公尺。
- 工程地點：北起鼓音溪谷地北側約2,300公尺處(B2標觀音隧道新建工程終點，即本標包含觀音隧道2,300公尺)，向南以隧道、高架橋穿越山區後至漢本新生地填方區止。

## 工程內容及施工過程
谷風隧道在2011年11月1日動工，主要工作為觀音隧道南段（含橫坑機房1座）、谷風隧道（含南口機房及通風橫坑機房）、鼓音橋及漢本高架橋工程、漢本填土方路堤、排水工程及其他附屬工程等，施工內容則包括道路工程、排水工程、橋梁工程、隧道工程、聯絡隧道工程及隧道南口通風機房建築工程及其他附屬工程。
北上線於2016年6月30日貫通，南下線於同年10月29日貫通。
這隧道的施工過程並不順利，2017年10月21日，隧道發生大規模的抽坍，大量士石貫滿谷風隧道內，有一萬立方公尺的土石坍滿在谷風隧道內，隧道內的牆面出現龜裂，還不斷湧出大量地下水，鋼支保亦被壓下來的土石變形，這次更是蘇花改史上最大規模抽坍，最後經過所有工程人員近一年的努力，2018年9月30日終於清走隧道內的所有土石，而谷風隧道也因應這次的大規模抽坍而對岩層進行了防水工程。
貫通後再進行主隧道襯砌、隧道內的台階施作、通風隔板施作及新建通風機房，還需進行抑拱施作及避車彎襯砌（又稱為人行聯絡通道或人車避難通道），然後再安裝照明系統、消防水霧系統、軸流風機及人行聯絡通道的照明系統及通訊系統。北口搭建鼓音橋，這座橋採用密透室設計，並設有遮光罩，避免駕駛人因兩隧道間短短60公尺橋上的強光造成眼睛不適、導致行車危險。南口則搭建及填築漢本高架橋及漢本路堤（以隧道開挖所產生的土方填築），此外隧道的所有土建工程及機電工程同步施工。
因谷風隧道南口連接漢本高架橋，而它位於漢本遺址的上方，因此施作漢本高架橋時為不破壞文化遺址，故聘請考古學家搶救文化遺址，直至2017年才搶救完成漢本遺址。
由於此隧道是蘇花改的其中之一的長隧道，因考量蘇花改長隧道較多，隧道內的空氣質素欠佳，為考量用路人之安全，僅開放小客車、大客車及大貨車通行，尚未開放機車等車輛進行。
為了重罰違規，公路總局已在此隧道及東澳隧道內安裝區間測速照相機及車體辨識系統，兩者均在2020年清明節連假過後才啟用。惟後者可偵測違規車輛（如：管制類型的大貨車及機車），前者則是宣導期中，僅採用測速照相機，預計於2020年清明節連假過後才啟用區間測速照相機(但迄今仍未啟用)。
此隧道配合蘇花改在2020年1月6日全線通車而啟用，而在通車後還有後續工程需施工，本隧道的後續工程已在同年4月24日完工。

## 隧道歷史及預定時程
- 2011年11月1日，谷風隧道正式動工。
- 2016年
  - 6月30日，谷風隧道北上線貫通
  - 10月29日，谷風隧道南下線貫通
- 2017年10月21日，谷風隧道發生大規模的抽坍，大量士石貫滿谷風隧道內，隧道內的牆面出現龜裂，還不斷湧出大量地下水，鋼支保亦被壓下來的土石變形。
- 2018年9月30日，谷風隧道所有土石全被清走。
- 2020年
  - 1月6日，谷風隧道全線通車，開放小客車及大客車通行。
  - 4月24日，谷風隧道全線竣工。
  - 6月20日，原最高速限60公里提升至70公里，並新增最低速限50公里。
- 2021年
  - 1月19日上午9點，開放12.2公尺以下非管制大貨車通行。
  - 2月，開放大客車於3日以上連續假日時段性行駛蘇花改路肩[10]。
  - 9月30日中午12點，試辦開放大型重型機車通行（試辦至2022年3月30日止）[11]

- 2022年
  - 3月1日，啟用隧道內的區間測速系統。[12]
  - 9月1日，正式開放大型重型機車行駛。[13]

## 隧道內的設備
谷風隧道設置以下設備：
- 通風隔板：可在隧道內發生火災時將濃煙排走
- 通風機房：可透過此設施以排出隧道內的濃煙
- 避難聯絡通道：內部設置通訊設備及照明系統，可於發生火災時在這暫避，為避免濃煙侵入，進入後需關上此通道的門
- 避難聯絡通道出入口：設有「逃生小綠人」及協助在視線不佳逃生時辨識的燈光
- 軸流風機及水霧支管：配有水霧系統，此系統設定在車輛起火後的2~3分鐘，並自動確定火警位置並噴水降温
- 緊急停車處：若車輛故障可停靠在此
- 區間測速照相：於2022年3月1日啟用[12]
- 車體辨識系統：於2020年清明節連假過後啟用，它可偵測機車、大貨車等違規車輛